# Thập đại luận sư
Thập đại luận sư (zh. 十大論師) chỉ mười luận sư danh tiếng của Duy thức tông tại Ấn Độ sau thế hệ của Trần-na (zh. 陳那, sa. dignāga) và Pháp Xứng (zh. 法稱, sa. dharmakīrti), viết luận giải về Duy thức tam thập tụng (sa. triṃśikāvijñāptimātratāsiddhi-kārikā) của Thế Thân (zh. 世親, sa. vasubandhu).
Mười vị này là: 
1. Thân Thắng (zh. 親勝, sa. bandhuśrī)
2. Hỏa Biện (zh. 火辨, sa. citrabhāṇa)
3. Đức Huệ (zh. 德慧, sa. guṇamati)
4. An Huệ (zh. 安慧, sa. sthiramati)
5. Nan-đà (zh. 難陀, sa. nanda)
6. Tịnh Nguyệt (zh. 淨月, sa. śuddhacandra)
7. Hộ pháp (zh. 護法, sa. dharmapāla)
8. (Tối) Thắng Tử (zh. ［最］勝子, sa. jinaputra)
9. Thắng Hữu (zh. 勝友, sa. viśeṣamitra)
10. Trí Nguyệt (zh. 智月, sa. jñānacandra).